# Hormel Foods
Hormel Foods Corporation (широко известный как Hormel Foods или просто Hormel) — американская продовольственная компания со штаб-квартирой в Остине, штат Миннесота.
Первоначально компания занималась упаковкой и продажей потребителям ветчины, колбасы и других продуктов из свинины, курицы, говядины и баранины, а в 1937 году добавила в ассортимент SPAM.

## История
Компания была основана в 1891 году как George A. Hormel & Company основателем Джорджем Альбертом Хормелом (1860—1946). В 1993 году она сменила название на Hormel Foods Corporation.

## Бренды
- Applegate
- Arriba
- Chi-Chi's
- Columbus Craft Meats
- Corn Nuts
- Dinty Moore
- Don Miguel
- Doña María
- El Torito
- Evolve
- Fontanini
- Happy Little Plants
- Herbox
- Herdez
- Hormel
- House of Tsang
- Jennie-O
- Justin's
- La Victoria
- Lloyd's
- Mary Kitchen
- Planters
- Skippy
- SPAM
- Stagg Chili
- Wholly Guacamole

## Дочерние компании
- Applegate Farms, LLC
- Beijing Hormel Foods Co. Ltd.
- Bruke Marketing Corporation
- Cidade do Sol
- Columbus Manufacturing Inc.
- Dan's Prize Inc.
- Fontanini Foods
- Hormel Foods Australia Pty. Ltd.
- Hormel Foods Canada
- Jennie-O
- Justin's, LLC
- Megamex Foods, LLC — совместное предприятие с мексиканской компанией Grupo Herdez
- Okinawa Hormel Ltd.
- The Purefoods-Hormel Company Inc. — совместное предприятие с филиппинской компанией San Miguel Corporation
- Sadler's Smokehouse

## Разделение
- Hormel Foods International